# Rudnea-Sîdorivska, Ivankiv
Rudnea-Sîdorivska (în ucraineană Рудня-Сидорівська) este un sat în comuna Kropîvnea din raionul Ivankiv, regiunea Kiev, Ucraina.

## Demografie
Componența lingvistică a localității Rudnea-Sîdorivska
     Ucraineană (87,1%)
     Rusă (12,9%)
Conform recensământului din 2001, majoritatea populației localității Rudnea-Sîdorivska era vorbitoare de ucraineană (87,1%), existând în minoritate și vorbitori de rusă (12,9%).